# Zacos
Zacos es una localidad española que forma parte del municipio de Magaz de Cepeda, en la provincia de León, comunidad autónoma de Castilla y León.

## Geografía

### Ubicación
| Noroeste: Ucedo                   | Norte: Porqueros     | Noreste: Castrillo de Cepeda |
| Oeste: Rodrigatos de la Obispalía |                      | Este: Villamejil             |
| Suroeste Benamarías               | Sur: Magaz de Cepeda | Sureste: Vega de Magaz       |

## Demografía
Evolución de la población
| Gráfica de evolución demográfica de Zacos entre 2000 y 2017        |
|                                                                    |
| Población de derecho (2000-2017) según el padrón municipal del INE |